# هيئة الاتصالات الفيدرالية
هيئة الاتصالات الفدرالية الأميريكية أو لجنة الاتصالات الاتحادية (بالإنجليزية: Federal Communications Commission، اختصاراً FCC)‏ هي وكالة مستقلة عن حكومة الولايات المتحدة، التي أنشأتها الكونغرس النظام الأساسي لتنظيم الاتصالات بين الدول عن طريق الراديو والتلفزيون والمحطات الفضائية، والكابلات في جميع 50 ولاية ومقاطعة كولومبيا والأراضي الأميركية. لجنة الاتصالات الفدرالية يعمل نحو ستة أهداف في مجالات ذات النطاق العريض، المنافسة، لطيف، وسائل الإعلام، السلامة العامة وأمن الوطن. اللجنة أيضا في عملية تحديث نفسها.
وتشكلت لجنة الاتصالات الفدرالية من قانون الاتصالات لعام 1934 لتحل محل وظائف التنظيم الراديو للجنة الإذاعة الاتحادية. تولى FCC عبر سلك تنظيم الاتصالات من لجنة التجارة بين الولايات. وتغطي اختصاص لجنة الاتصالات الفدرالية المكلفة في 50 دول، ومقاطعة كولومبيا، والانقسامات السياسية من الولايات المتحدة. يوفر FCC أيضا بدرجات متفاوتة من التعاون والإشراف والقيادة لهيئات الاتصالات مماثلة في بلدان أخرى في أمريكا الشمالية. ويتم تمويل FCC بالكامل من الرسوم التنظيمية. كان لديه ميزانية السنة المالية-2011 تقدر ب US $ 335.8 مليون وميزانية السنة المالية عام 2012 المقترحة من 354200000 $. لديها 1720 موظف فيدرالي.

## مهمة واستراتيجية
مهمة لجنة الاتصالات الفدرالية، المنصوص عليها في القسم الأول من قانون الاتصالات لعام 1934 والمعدلة بموجب قانون الاتصالات لعام 1996 هو «إتاحة قدر الإمكان، لجميع شعب الولايات المتحدة، دون التمييز على أساس العرق أو اللون أو الدين، أو الأصل القومي، أو الجنس، أو سريع وفعال، على الصعيد الوطني، والخدمات السلكية والاتصالات اللاسلكية في جميع أنحاء العالم مع مرافق كافية في رسوم معقولة». وينص القانون كذلك على أن لجنة الاتصالات الفدرالية تم إنشاء «لغرض الدفاع الوطني» و «لغرض تعزيز سلامة الأرواح والممتلكات من خلال استخدام الأسلاك والاتصالات اللاسلكية.»
وتمشيا مع أهداف القانون، فضلا عن 1993 الأداء الحكومي والنتائج قانون (GPRA)، وقد حددت لجنة الاتصالات الفدرالية ستة أهداف في خطتها الاستراتيجية 2006-2011. وهذه هي:

## النطاق العريض
ينبغي أن يكون جميع الأميركيين الوصول متناول قوية وموثوق بها ذات النطاق العريض المنتجات والخدمات. وينبغي للسياسات التنظيمية تشجيع التكنولوجي الحياد، المنافسة، الاستثمار، والابتكار لضمان أن مقدمي خدمات النطاق العريض لديها حوافز كافية لتطوير وتقديم مثل هذه المنتجات والخدمات

## منافسة
المنافسة في تقديم خدمات الاتصالات، سواء في الداخل والخارج، ويدعم اقتصاد الأمة، ويجب على الإطار التنافسي لخدمات الاتصالات تعزيز الابتكار وتوفر للمستهلكين موثوق بها، اختيار هادف في الخدمات بأسعار معقولة.

## وسائل الإعلام
إن الأمة اللوائح وسائل الإعلام يجب تشجيع المنافسة والتنوع وتيسير التحول إلى وسائط رقمية من الولادة.

## المفوضين
يتم توجيه FCC من خمسة مفوضين يعينهم رئيس الولايات المتحدة وأكده مجلس الشيوخ الأمريكي لمدة خمس سنوات، إلا عندما يملأ مدة المتبقية. الرئيس يعين أحد المفوضين لخدمة رئيسا. قد يكون المفوضين الثلاثة فقط أعضاء في نفس الحزب السياسي. أيا منها قد يكون له مصلحة مالية في أي عمل متعلق FCC.
| اسم              | المنصب | مكان السكن    | حزب      | فترته/ها تنتهي |
| ---------------- | ------ | ------------- | -------- | -------------- |
| جيسيكا روسن وركل | مفوض   | كونيتيكت      | ديمقراطي | 2015           |
| أجيت باي         | رئيس   | كانساس        | جمهوري   | 2016           |
| ميغنون كليبورن   | مفوض   | ساوث كارولينا | ديمقراطي | 2017           |
| بريندان كار      | مفوض   | فيرجينيا      | جمهوري   | 2018           |
| مايكل أو رايلي   | مفوض   | نيويورك       | جمهوري   | 2019           |